# Дерезовка (Воронежская область)
Дерезовка — село в Верхнемамонского района Воронежской области России. Административный центр Дерезовского сельского поселения.

## География
Стоит на реке Дон.

### Улицы
| - ул. Белокрылова, - ул. Донская, - ул. Молодёжная, - ул. Октябрьская, - ул. Первомайская, - ул. Прокатова, - ул. Пролетарская, - ул. Сергеева, | - ул. Советская, - ул. Центральная, - ул. Шолохова, - ул. Южная, - пер. Мичурина, - пер. Московский, - пер. Садовый. |

## Население
| 1859 | 1897  | 2010 |
| ---- | ----- | ---- |
| 1830 | ↗2991 | ↘825 |

## История
Дерезовка возникла в 40-е годы XVIII века. В 1900 году в селе проживали 2911 человек и имелось 418 дворов.
В марте 1918 года был образован совет крестьянских депутатов. 10 августа 1918 года село было захвачено донскими казаками генерала Краснова. В декабре 1918 года жители устроили восстание и вернули власть сельскому совету. В июне 1919 года село заняли казаки Вооруженных Сил Юга Россiи генерала Деникина. Освобождено в декабре 1919 года.
Зимой 1920 года Дерезовка занята повстанцами атамана Колесникова. Создан Дерезовский крестьянский полк Воронежской повстанческой дивизии.1 августа 1921 года в Дерезовке создана комсомольская ячейка. В 1929 году в селе проходит коллективизация. В колхоз «Путь бедняка» объединилось 300 хозяйств. После неоднократной реорганизации с 1959 года колхоз именовался «Заря коммунизма». К началу 80-х годов XX века село полностью перестроено и переоснащено. В 2000 году в Дерезовке проживало 1240 человек и имелось 746 дворов.

## Инфраструктура
В селе есть церковь Покрова Богородицы, перестроенная из здания бывшей школы, где с 2012 года совершаются постоянные богослужения.

## Транспорт
Село доступно автотранспортом с трассы М4.